# Hîbalivka, Șarhorod
Hîbalivka (în ucraineană Гибалівка) este localitatea de reședință a comunei Hîbalivka din raionul Șarhorod, regiunea Vinnița, Ucraina.

## Demografie
Componența lingvistică a localității Hîbalivka
     Ucraineană (99,29%)
     Alte limbi (0,66%)
Conform recensământului din 2001, majoritatea populației localității Hîbalivka era vorbitoare de ucraineană (99,29%), existând în minoritate și vorbitori de alte limbi.